# Mamaevia hamifera
Mamaevia hamifera är en tvåvingeart som först beskrevs av Marikovskij 1960.  Mamaevia hamifera ingår i släktet Mamaevia och familjen gallmyggor.
Artens utbredningsområde är Kazakstan. Inga underarter finns listade i Catalogue of Life.